# 바바라 행콕
바바라 행콕(Barbara Hancock, 1949년 11월 21일 ~ )은 미국의 배우, 연극 배우, 영화배우이다. 애틀랜타에서 태어났다. 하크니스 발레(Harkness Ballet)의 댄서로 활동하는 동안 TV와 영화의 5개 작품에 춤추는 캐릭터로 출연했다. 그녀는 피니언스 레인보(Finian's Rainbow)에서 조용한 수잔 역을 맡아 1968년 골든 글로브상 영화 부문 여우조연상 후보에 올랐다.

## 영화
- 피니안의 무지개 (1968년)